# 7 Bootis
Désignations
7 Bootis est une étoile de la constellation du Bouvier, située à 590 ± 8 années-lumière (181 ± 3 parsecs) de la Terre.